# Clifford D. Simak

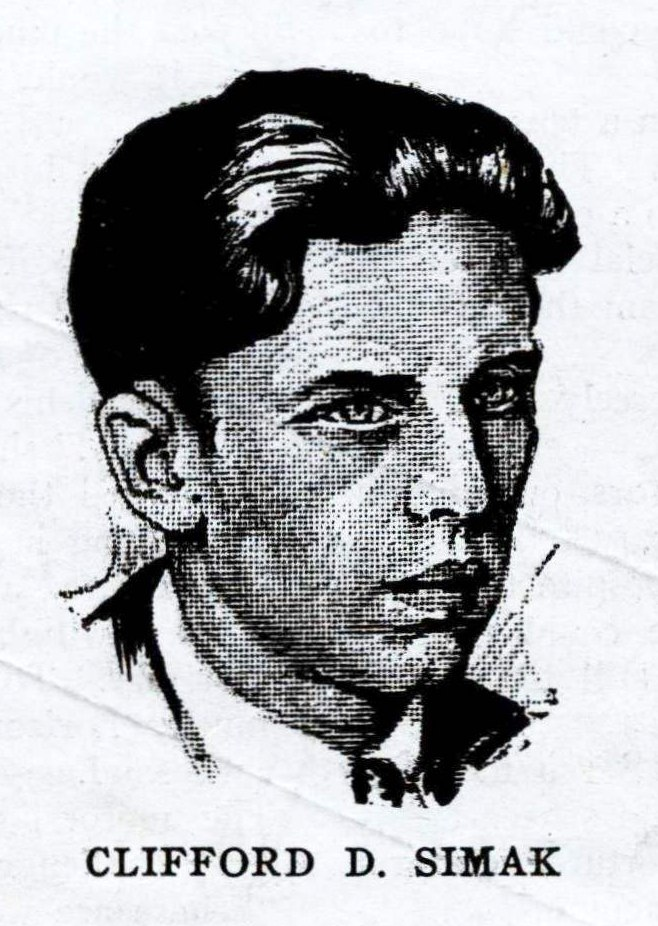
Clifford D. Simak omstreeks 1931

Clifford Donald Simak (Millville (Wisconsin), 3 augustus 1904 – Minneapolis, 25 april 1988) was een Amerikaanse sciencefictionschrijver.
Simak had een lange carrière als journalist bij verschillende kranten, culminerend in de functie van redacteur voor nieuws en wetenschap bij de Minneapolis Star. Zijn eerste SF-verhaal verscheen in 1931. Het duurde tot 1938 voor hij serieus begon te schrijven op aandringen van John W. Campbell. Zijn meest productieve periode lag in de jaren 50 en 60, hoewel schrijven pas een dagtaak werd na zijn pensioen in 1976.
Simak excelleerde in korte verhalen en novellen. Terwijl de meeste van zijn collega-schrijvers zich bezighielden met verkenning van de ruimte en revolutionaire technologieën, lag bij Simak de nadruk op gewone plattelandsmensen die ongewone gebeurtenissen meemaken. De dialogen in zijn boeken laten zich lezen als een op schrift gezet filmscript en geven zijn verhalen een heel aparte sfeer. Veel van zijn werk speelt in zijn geboortestreek, met boeren en handwerkslieden van het platteland van Wisconsin. Honden komen vaak voor in zijn verhalen en in City zijn het zelfs de hoofdpersonen die het over een mythisch wezen mens hebben dat eens op aarde leefde.

## Belangrijkste prijzen
- Hugo Award
  - The Big Front Yard (1959) - novelette
  - Way Station (1964, Nederlands: Ruimtestation op Aarde) - novel
  - Grotto of the Dancing Deer (1981) - short story
- Nebula Award
  - Grotto of the Dancing Deer (1981) - short story
- Locus Award
  - Grotto of the Dancing Deer (1981) - short story
- International Fantasy Award
  - City (1953) - fiction
- SFWA Grand Master Award (1977)
- Bram Stoker Award (1988) - life achievement

## Trivia
In Simaks korte verhaal Retrograde Evolution (gebundeld verschenen in 1956) komen de 'Googles' voor, buitenaardse wezens die bijzonder snel grote massa's informatie in zich kunnen opnemen.
In 'Waystation' (Ruimtestation op Aarde)heeft de beheerder van een ruimte-tussenstation op aarde in de kelder een ruimte om te ontspannen.
Hij stapt dan een computergegenereerde wereld binnen waarin hij interactief kan rondlopen (jagen b.v.) Een dergelijk principe zou jaren later zeer bekend worden als het 'holodeck' in de serie Startreck: The next generation

## Gedeeltelijke bibliografie
Veel verhalen zijn in de jaren 1970-1990 vertaald in het Nederlands.
Romans
- Cosmic Engineers (1950 - nl:De bouwers van de kosmos)
- Time and again (1951)
- Empire (1951)
- City (1952 - nl:City)
- Ring Around the Sun (1953 - nl:Ring om de Zon)
- Time is the Simplest Thing (1961 - nl:Het Roze Gevaar)
- They Walked Like Men (1962 - nl:De Meedogenloze Makelaars)
- Way Station (1963 - nl:Ruimtestation op Aarde)
- All Flesh Is Grass (1965)
- Why call them back from heaven? (1967)
- The Werewolf Principle (1967 - nl:Het weerwolfprincipe)
- The Goblin Reservation (1968 - nl:Het kabouterreservaat)
- Out of Their Minds (1970 - nl:Oproer der Geesteskinderen)
- Destiny Doll (1971 - nl:Bestemming Nirwana)
- A Choice of Gods (1972 - nl:Een Keur van Goden)
- Cemetery World (1973 - nl:Moeder Aarde N.V.)
- Our Children's Children (1974)
- Enchanted Pilgramage (1975 - nl:Magisch Land)
- Shakespeare's Planet (1976 - nl:De planeet van Shakespeare)
- A Heritage of Stars (1977)
- The Fellowship of the Talisman (1978)
- Mastodonia (1978)
- The Visitors (1980)
- Project Pope (1981)
- Where the Evil Dwells (1982
- Special Deliverance (1982)
- Highway of Eternity (1986)

Recente bundels korte verhalen
- Over the River & Through the Woods : The Best Short Fiction of Clifford D. Simak (1996)
- Civilization Game and Other Stories (1997)

- Bibsys: 10060674
- Biblioteca Nacional de Chile: 000039926
- Biblioteca Nacional de España: XX1014017
- Bibliothèque nationale de France: cb11924789r (data)
- Catàleg d'autoritats de noms i títols de Catalunya: 981058511116206706
- CiNii: DA04693259
- Gemeinsame Normdatei: 119357860
- International Standard Name Identifier: 0000 0001 1023 372X
- Library of Congress Control Number: n79082302
- Nationale Bibliotheek van Letland: 000047960
- MusicBrainz: b4248ef1-37ec-4016-a83e-4fe03d4401e2
- Bibliotheek van het Japanse parlement: 00456609
- Nationale Bibliotheek van Tsjechië: xx0000274
- Nationale bibliotheek van Australië: 36198516
- Nationale Bibliotheek van Israël: 987007301450605171
- Nationale Bibliotheek van Polen: a0000001163715
- Nationale en Universitaire bibliotheek Zagreb: 000055239
- Nederlandse Thesaurus van Auteursnamen: 072242213
- Réseau des bibliothèques de Suisse occidentale: 02-A003832406
- SNAC: w6sv0q42
- Système universitaire de documentation: 02713850X
- Trove: 1227818
- Virtual International Authority File: 29540754
- WorldCat: E39PBJhH6pH93Bh8rpkDBB6R8C